# Václav Krása
Václav Krása (8 marzo 1922 – 19 novembre 2003) è stato un cestista e allenatore di pallacanestro cecoslovacco.

## Carriera
Con la Cecoslovacchia ha disputato le Olimpiadi 1948, e ha vinto l'argento ai FIBA EuroBasket 1947.